# Alex Shelley
Patrick Martin (* 23. Mai 1983 in Detroit, Michigan), besser bekannt unter seinem aktuellen Ringnamen Alex Shelley, ist ein US-amerikanischer Wrestler. Er ist vor allem durch seine Auftritte bei TNA bekannt, wo er an der Seite von Chris Sabin das Tag Team The Motor City Machine Guns bildete.

## Karriere

### Anfänge
Martin begann sein Training bei Bobo Brown und Breyer Wellington. Danach ging er in die Can-Am Wrestling School, wo er von Joe E. Legend und Scott D’Amore trainiert wurde. Im März 2002 debütierte er dann bei Border City Wrestling als Alex Shelley. Es folgten Auftritte bei einigen Independent Promotions (z. B. Independent Wrestling Revolution, New Era Pro Wrestling und IWA Mid-South).

### Independent/TNA
Bei Xtreme Intense Championship Wrestling bildete Martin mit Jaimy Coxxx das Tag Team The Fun Lovin' Criminals. Mit Coxxx gewann Martin am 6. April 2003 seinen ersten Titel, den XICW Tag Team Titel. Diesen Titel durften die beiden in den Jahren 2003 und 2004 3-mal erringen. Im Jahr 2003 trat Martin das erste Mal bei Ring of Honor (kurz ROH) auf. Fortan trat er auch bei größeren Independentligen (u. a. Combat Zone Wrestling und ROH) auf. Im Jahr 2004 bildete er bei Ring of Honor mit Austin Aries, Jack Evans und Roderick Strong das Stable Generation Next.
Im Jahr 2004 trat er bei Total Nonstop Action Wrestling (kurz TNA) auf.
Im Jahr 2005 trat Martin mehrfach in Japan bei Pro Wrestling ZERO1-MAX auf. Am 13. September 2005 gewann er bei Pro Wrestling ZERO1-MAX die vakante ZERO-ONE United States Heavyweight Championship. 2005 hatte Martin einige kleinere Verpflichtungen bei der WWE. Im August 2006 trat Martin wieder kurz bei Pro Wrestling ZERO1 auf und gewann dort mit Chris Sabin den ZERO1-MAX Lightweight Tag Team Titel.
Bei Pro Wrestling Guerrilla am 17. November 2006 trat Martin das erste Mal mit Chris Sabin als The Motor City Machine Guns (kurz MCMG) auf.

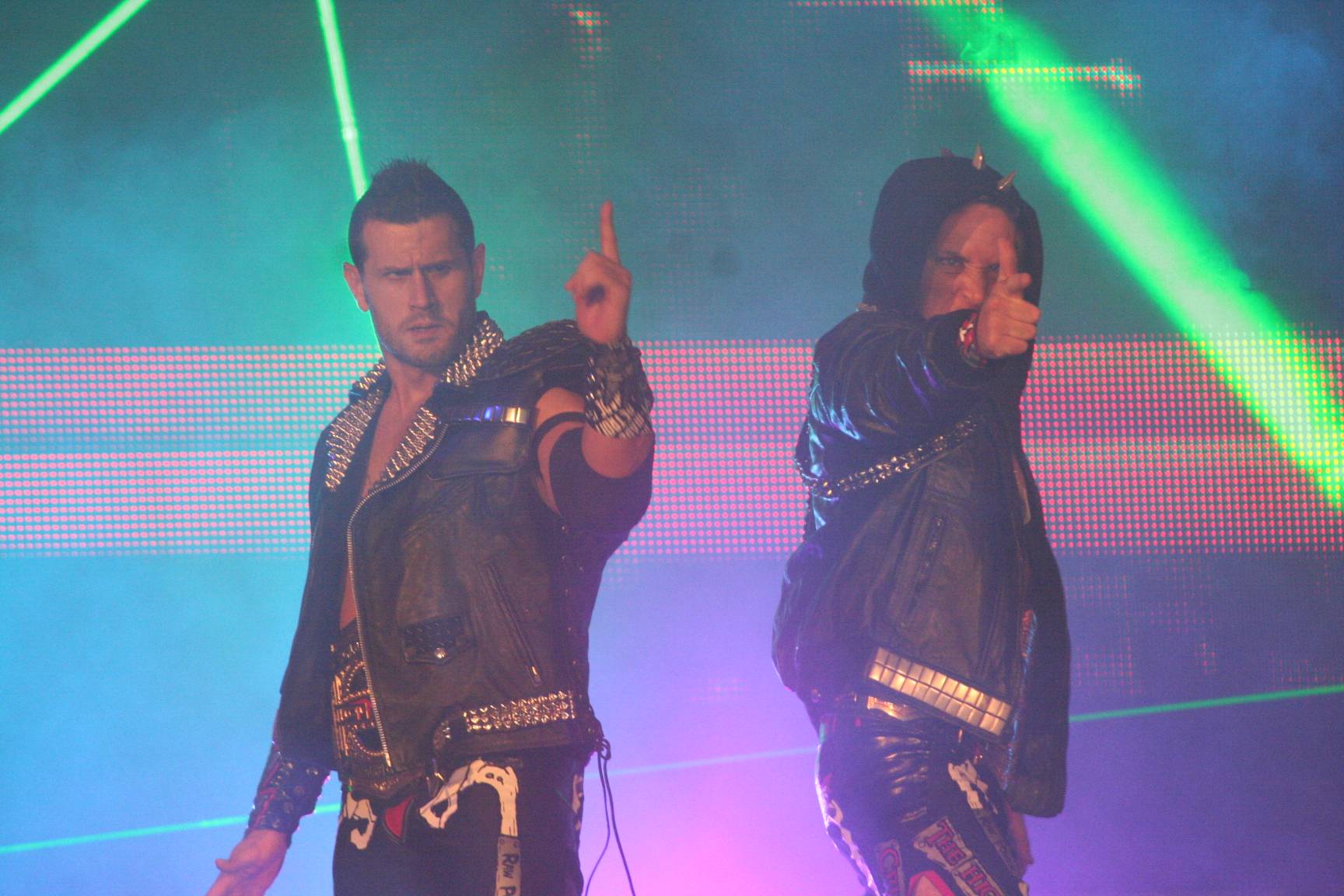
Martin (li.) und Chris Sabin (re.)

Bei TNA traten sie zuerst als Murder City Machine Guns auf. Wenig später traten sie aber als Motor City Machine Guns auf. Zusammen mit Jay Lethal und Sonjay Dutt fehdeten Martin und Sabin 2008 gegen Team 3D und Johnny Devine. Am 11. Januar 2009, bei TNAW Genesis 2009, gewann Martin die vakante TNA X Division Championship. Den Titel gab er im April an Suicide ab. Im Mai 2010 begannen Martin und Sabin eine Fehde gegen Beer Money Inc. (James Storm und Robert Roode). Im Verlauf der Fehde gewannen Martin und Sabin am 11. Juli 2010 die TNA World Tag Team Championship von Beer Money Inc. Die Titel gaben sie im Januar 2011 wieder an Beer Money Inc. ab. Im Januar 2011 brach sich Martin bei einer Houseshow das Schlüsselbein und fiel für mehrere Monate aus. Am 20. April 2011 kehrte Martin zurück und unglücklicherweise verletzte sich am selbigen Tag sein Tag-Team-Partner Chris Sabin. Fortan trat er bis März 2012 unregelmäßig als Einzelwrestler auf, ehe er mit Sabin im April 2012 zurückkehrte. Bei Lockdown am 15. April 2012 trat Martin zum letzten Mal im TV für TNA auf, es folgten noch Auftritte bei Houseshows bis in den Mai hinein. Am 21. Mai 2012 wurde bekannt, dass er seinen Vertrag bei TNA nicht verlängert hat und nicht mehr für die Promotion arbeitet, was eine Woche später TNA-Präsidentin Dixie Carter bestätigte.

## Erfolge

### Titel
- All American Wrestling

- 1× AAW Tag Team Champion mit Chris Sabin

- Border City Wrestling

- 1× BCW Can-Am Television Champion

- Combat Zone Wrestling

- 1× CZW Junior Heavyweight Champion

- Maryland Championship Wrestling

- 1× MCW Cruiserweight Champion

- National Wrestling Alliance

- 1× NWA Midwest X-Division Champion

- New Japan Pro-Wrestling

- 1× IWGP Junior Heavyweight Tag Team Champion mit Chris Sabin
- 1× STRONG Tag Team Champion mit Chris Sabin

- Pro Wrestling ZERO1

- 1× ZERO-ONE United States Heavyweight Champion
- 1× ZERO1-MAX Lightweight Tag Team Champion mit Chris Sabin

- Total Nonstop Action Wrestling

- 1× TNA World Tag Team Champion mit Chris Sabin
- 1× TNA X Division Champion

- UWA Hardcore Wrestling

- 2× UWA Light Heavyweight Champion

- Westside Xtreme Wrestling

- 2× wXw World Heavyweight Champion

- Xtreme Intense Championship Wrestling

- 2× XICW Tag Team Champion mit Jaimy Coxxx
- 1× XICW Light Heavyweight Champion

### Auszeichnungen
- Pro Wrestling Illustrated
  - Tag Team Of The Year 2010 (mit Chris Sabin als The Motor City Machine Guns)

## Sonstiges/Wissenswertes
- Martin hat vor seiner Wrestlingkarriere Kunst studiert.